# 402

## Úmrtí
- Quintus Aurelius Symmachus Eusebius, římský spisovatel, řečník a státník (* asi 345)

## Hlavy států
- Papež – Inocenc I. (401–417)
- Východořímská říše – Arcadius (395–408)
- Západořímská říše – Honorius (395–423)
- Perská říše – Jazdkart I. (399–421)
- Vizigóti – Alarich I. (395–410)